# Baers witoogeend
Baers witoogeend (Aythya baeri) is een duikeend die voorkomt in Azië. Deze soort lijkt op de witoogeend. De vogelsoort is genoemd naar de Estse bioloog Karl Ernst von Baer. Het is een ernstig bedreigde soort duikeend die broedt in Noordoost-Azië en overwintert in Zuid- en Zuidoost-Azië, al is er in 2025 enig herstel van de populatie in China gemeld.

## Kenmerken
De vogel is 41 tot 46 cm lang en lijkt sterk op de gewone witoogeend en de kuifeend. Het oog is wit, maar deze duikeend verschilt van de gewone witoogeend door een combinatie van zwarte kop, nek en bovendelen met een lichte flanken waarin kastanjebruine vlekken. Het vrouwtje verschilt van het vrouwtje van de kuifeend door de vorm van de kop en het ontbreken van de kuif.

## Verspreiding en leefgebied
Het broedgebied is in Zuidoost-Rusland en Noordoost-China. Daar nestelt de eend langs meren met een rijke oevervegetatie en weilanden met hoge graspollen. In China vooral in draslanden die omringd zijn door bos. In de winter trekt Baers witoogeend naar Zuid-China, Taiwan, India, Bangladesh, Nepal, Bhutan, Thailand, Myanmar, Vietnam. De soort is ook wel waargenomen in de Filipijnen en Pakistan. De vogel verblijft dan in natuurlijke of kunstmatige zoete wateren zoals plassen en meren.

## Status
De grootte van de populatie werd in 2013 door BirdLife International geschat op 150 tot 700 individuen en de populatie-aantallen nemen af. De oorzaken van deze achteruitgang zijn niet geheel duidelijk. Feit is dat het leefgebied zowel in de broedgebieden als in de overwinteringsgebieden wordt aangetast door uitdroging en omzetting in gebied voor agrarisch gebruik en menselijke bewoning. Verder bestaat er jacht op deze watervogels. Om deze redenen staat Baers witoogeend als ernstig bedreigd op de Rode Lijst van de IUCN. In 2025 werden er in China 2.555 exemplaren waargenomen.